# Edward Evanson
Edward Evanson (Warrington, 21 de avril de 1731 - Colford (Crediton) 25 de septiembre de 1805) fue un escritor y teólogo británico.

## Biografía
El comerciante textil Thomas Evanson y su esposa Margaret fueron los padres de Edward Evanson. Inicialmente ensenseñó en privado por su tío John Evanson (* 1703), un director de escuela en Mitcham. 
Estudió en Emmanuel College, Cambridge licenciatura en filosofía y letras. En el año 1750 obtuvo un Bachiller universitario en letras, Bachelor of Arts  y en el año 1753 consiguió maestría, Master of Arts. 
Tras haber oficiado durante varios años como coadjutor en Mitcham, (Surrey). Evanson fue ordenado sacerdote anglicano (Church of England) el 21 de septiembre de 1755. Se le otorgó la vicaría de South Mimms en 1768 y en 1769 también la de Tewkesbury. 
Al año siguiente abandonó South Mimms por la vicaría de Longdon, en Worcestershire. Por cuestionar la divinidad de Cristo y alterar la liturgia en conformidad a las ideas unitarias se le encausó. 
Juzgado primero ante el obispo de Gloucester el 16 de enero de 1775, el caso fue apelado al tribunal de Arcos, (Consistorio, consistory courts)  luego al tribunal de Delegados, siendo finalmente anulado por cuestiones técnicas en 1777. Evanson fue muy popular entre sus feligreses, quienes pagaron los gastos del juicio. 
En 1777 dejó sus responsabilidades y unos meses después abrió una escuela en Mitcham. Tras su matrimonio, Dorothy Alchorne (* 1751) 27 de julio de 1786, compró una propiedad en Blakenham (Suffolk) y luego predicó en una iglesia unitaria en Lympston (Devonshire). Fue autor de „The Dissonance of the Four generally received Evangelists“ (Ipswich, 1792), donde rechaza los evangelios de Mateo, Marcos y Juan y otras partes del Nuevo Testamento, „Arguments against and for the Sabbatical Observance of Sunday“ (Ipswich, 1792), resultado de una controversia con Joseph Priestley, y „Reflections on the State of Religion in Christendom“ (Londres, 1802), que él consideró su obra más importante. Evanson rechazó la mayoría de los libros del Nuevo Testamento como falsificaciones y, de los cuatro evangelios, solo aceptó el de Lucas.